# Nuno Lopes

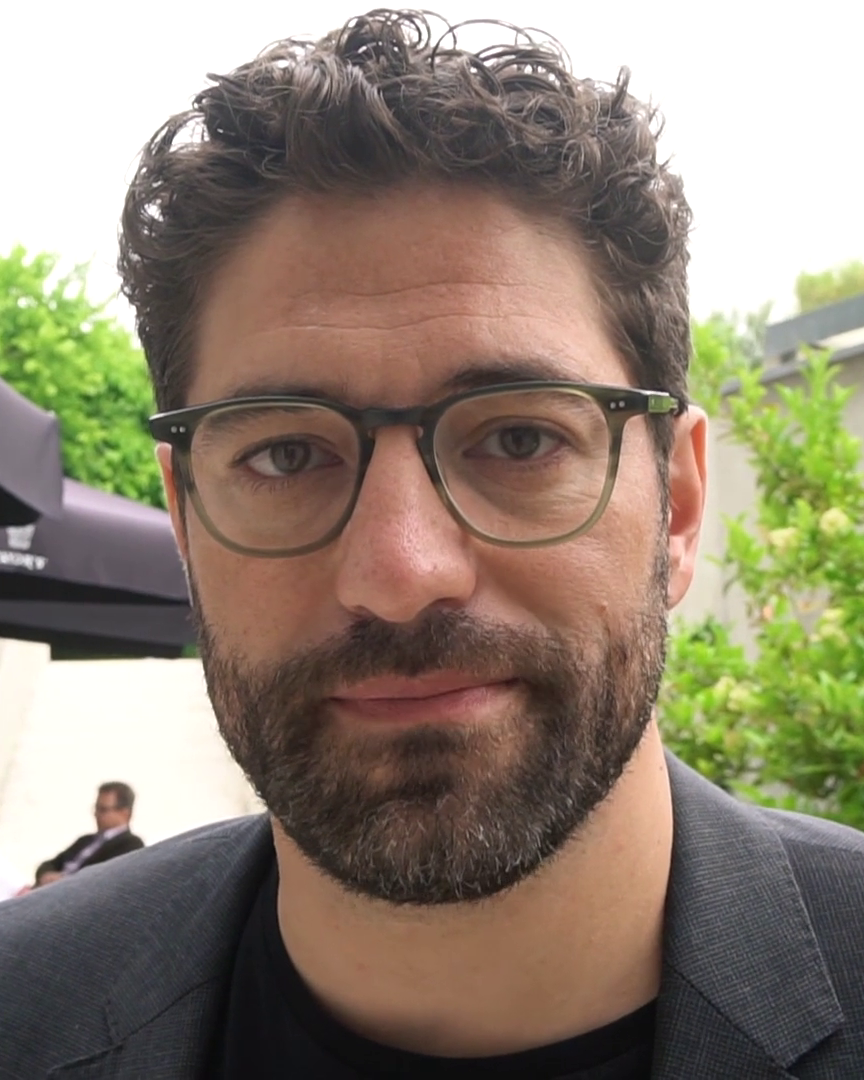
Nuno Lopes, 2018

Nuno Miguel Pereira Lopes (* 6. Mai 1978 in Lissabon) ist ein portugiesischer Schauspieler.

## Leben
Im Anschluss an sein Studium an der Lissabonner Film- und Theaterhochschule (ESTC – Escola Superior de Teatro e Cinema) belegte Nuno Lopes Lehrgänge im Ausland, in Paris und vor allem in New York City, bei denen er auch Tanz, Gesang und Musik studierte. Er spielte verschiedene Rollen am Theater, in Stücken von Brecht, Shakespeare, Strindberg, Perec oder auch Heiner Müller, in Inszenierungen von Luís Miguel Cintra, António Pires und anderen.
Neben seinen Theateraktivitäten nahm er auch verschiedene Filmrollen an. Er trat dazu häufig im portugiesischen Fernsehen auf und wurde dabei vor allem in komischen Serien bekannt. 2002 ging er für eine Telenovela nach Brasilien und erlangte dabei Popularität.
Mit dem bei Kritik und Publikum gleichermaßen erfolgreichen Film Alice (2005, Regie: Marco Martins) und seiner Hauptrolle eines jungen Vaters, der monatelang verzweifelt nach seiner im Großstadtgetümmel verloren gegangenen Tochter sucht, wurde er auch einem breiten Publikum in Portugal als ernsthafter Schauspieler bekannt, fiel aber auch international auf. So erhielt Lopes die Auszeichnung als Shooting Star auf der Berlinale 2006, und in Portugal einen Globo de Ouro als bester Darsteller.
Es folgten weitere Rollen, sowohl in anspruchsvollen Autorenfilmen, als auch, nach einer selbstgewählten mehrjährigen Fernsehpause, in der erfolgreichen Comedy-Serie Os Contemporâneos der öffentlich-rechtlichen RTP.
Neben einer Reihe Nebenrollen in internationalen Film- und Fernsehproduktionen spielte er auch in verschiedenen Fernsehserien und Filmen mit. Für seine Hauptrolle im international prämierten São Jorge (2016) wurde er mehrfach ausgezeichnet, als bester Schauspieler u. a. bei den Filmfestspielen von Venedig 2016, den Caminhos do Cinema Português 2017 und den Globos de Ouro 2018.

## Filmografie
- 1991: Projecto: Mundo Paralelo; R: Pedro Fonseca
- 1995: Die göttliche Komödie (A Comédia de Deus); R: João César Monteiro
- 1997: Riscos (TV-Serie)
- 1998: Terra Mãe (TV-Serie, eine Folge)
- 1998: Diário da Maria (TV-Serie)
- 2000: Sra. Ministra (TV-Serie, eine Folge)
- 2000: Crianças SOS (TV-Serie)
- 2000: A Noiva (TV); R: Luís Galvão Teles
- 2000: Peixe Lua; R: José Álvaro Morais
- 2000–2001: Ajuste de Contas (TV-Serie, 12 Folgen)
- 2000–2002: HermanSIC (TV Comedy-Serie, 85 Folgen)
- 2001: Programa da Maria (TV-Serie)
- 2001: Odisséia na Tenda (TV); R: Manuel Amaro da Costa, Herman José
- 2002: António, Um Rapaz de Lisboa; R: Jorge Silva Melo
- 2002: O Fabuloso Destino Diácono Remédios; R: Herman José
- 2002: Esperança (TV-Serie)
- 2002: Fúria de Viver (TV-Serie, 150 Folgen)
- 2002–2003: Paraíso Filmes (TV-Serie, 17 Folgen)
- 2003: Quaresma; R: José Álvaro Morais
- 2003: O Corneteiro Lopes; R: Lázaro Faria
- 2004: Meine Mutter (Ma mère); R: Christophe Honoré
- 2004: Senhora do Destino (TV-Serie, 2 Folgen)
- 2005: Lastro; R: Carlos Braga
- 2005: Alice; (R: Marco Martins)
- 2008: Todos os Passos (Sprechrolle); R: Nuno Amorim
- 2008: O Senso dos Desatinados; R: Paulo Guilherme
- 2008: Goodnight Irene; R: Paolo Marinou-Blanco
- 2008: Diese Nacht (Nuit de chien); R: Werner Schroeter
- 2008: Entre os Dedos; R: Tiago Guedes, Frederico Guerra
- 2009: Os Contemporâneos (TV Comedy-Serie)
- 2010: Noite Sangrenta (TV); R: Tiago Guedes, Frederico Guerra
- 2011: Sangue do Meu Sangue; R: João Canijo
- 2011: Sunflare; R: Dinis Costa
- 2011: Efeitos Secundários; Paulo Rebelo
- 2011: Último a Sair (TV-Serie)
- 2011: Trabalho de Actriz, Trabalho de Actor; R: João Canijo
- 2012: Raul Brandão Era Um Grande Escritor... (Sprecher); R: João Canijo
- 2012: Assim Assim; R: Sérgio Graciano
- 2012: Lines of Wellington – Sturm über Portugal (Linhas de Wellington); R: Valeria Sarmiento
- 2012: Operação Outono; R: Bruno de Almeida
- 2012: Operation Libertad; R: Nicolas Wadimoff
- 2012: Sentimentos; R: Hélio Félix
- 2013: Odysseus (TV-Serie, 2 Folgen)
- 2016: Posto-Avançado do Progresso; R: Hugo Vieira da Silva
- 2016: São Jorge; R: Marco Martins
- 2017: Joaquim; R: Marcelo Gomes
- 2018: Le vent tourne; R: Bettina Oberli
- 2019: Chamboultout; R: Eric Lavaine
- 2019: Ein leichtes Mädchen (Une fille facile); R: Rebecca Zlotowski
- 2019: Sul (TV-Serie)
- 2019: Agatha Christie: Mörderische Spiele (Les Petits Meurtres d’Agatha Christie, Fernsehserie, 1 Folge)
- 2020: White Lines (Fernsehserie, 10 Folgen); P: Álex Pina; R: Nick Hamm, Luis Prieto, Ashley Way
- 2021: With the Wind (Le vent tourne); R: Bettina Oberli
- 2021: Princípio, Meio e Fim (TV-Serie)
- 2022: Azuro; R: Matthieu Rozé
- 2022: Causa Própria (TV-Serie)
- 2022: Operación Marea Negra (TV-Mehrteiler)
- 2024: The New Look (Fernsehserie)
- 2023: Mal Viver
- 2023: Viver Mal
- 2023: The Last Men – Die letzte Fremdenlegion (Les Derniers Hommes)
- 2025: Das Rad der Zeit (The Wheel of Time, Fernsehserie)